# 짐은 국가이다

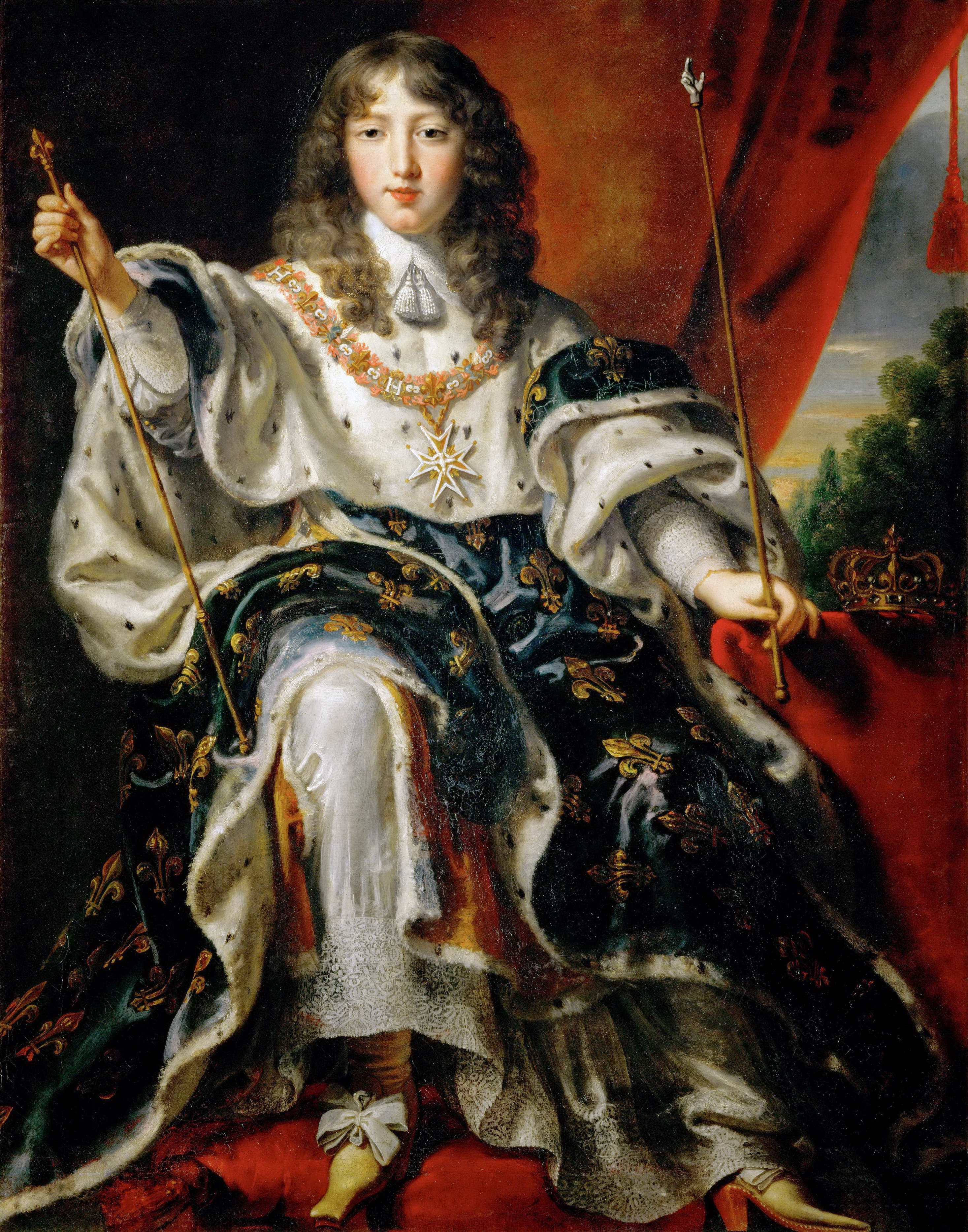
1654년(16세경)의 루이 14세

짐은 국가이다(朕은 國家이다, 프랑스어: L'État, c'est moi, 레타 세 모어)는 17세기 프랑스의 절대주의(전제군주제)를 상징하는 말이다. 1655년 4월 13일, 친정 개시 전인 루이 14세가 최고 사법기관 고등법원을 왕권에 복종시키기 위해 말한 것으로 여겨진다.